# Kisuke Urahara
Kisuke Urahara (浦原 喜助?, Urahara Kisuke) è uno dei personaggi della serie manga e anime Bleach di Tite Kubo.
Nei primi tre sondaggi sulla popolarità dei personaggi dell'opera si è classificato al sesto, quarto e ottavo posto; solo nel quarto sondaggio ha avuto un brusco calo scendendo al ventesimo posto.

## Aspetto e personalità
Dopo essere stato bandito Urahara indossa sempre un paio di zoccoli Geta senza calzini, un cappello da pescatore bianco e verde (motivo per il quale Ichigo l'ha soprannominato "Mister zoccoli e cappello") e un kimono verde, mentre l'haori bianco da capitano è stato sostituito con uno marrone; porta inoltre la sua Zanpakuto nascosta in un bastone da passeggio. Quando era il capitano della Dodicesima Divisione non portava il cappello e oltre agli zoccoli portava anche dei calzini.
Sempre sorridente e disponibile, ama molto scherzare ma al momento giusto sa diventare serio; di indole gentile e amichevole, è capace di confortare chi ne ha bisogno senza fargli sentire il peso di eventuali errori. Soprattutto all'inizio della storia si dimostra anche abile nel commercio.
È amico di vecchia data di Yoruichi Shihōin: sul loro passato assieme non si hanno grandi notizie se non che, da bambini, hanno costruito un loro personale "parco giochi" sotto il Sokyoku dove poi si alleneranno una volta entrati nel Gotei 13.

## Storia
Più di cento anni prima dell'inizio della storia, Urahara era l'ufficiale di terzo seggio della Seconda Divisione e quindi un sottoposto di Yoruichi, che lo propose come capitano della Dodicesima Divisione solo una settimana dopo che il posto divenne vacante: dopo aver passato l'esame di abilitazione, Urahara venne scelto come successore di Kirio Hikifune, promossa a membro della Divisione Zero, e il suo luogotenente era Hiyori Sarugaki, alla quale era molto affezionato sebbene inizialmente questa non ne riconoscesse il valore. Nello stesso periodo fondò un istituto di ricerca scientifica nel quale operava anche il suo ufficiale di terzo seggio, il futuro capitano Mayuri Kurotsuchi (liberato dallo stesso Urahara dalla prigione nota come "Tana del verme" a causa delle sue qualità), e si guadagnò in breve tempo la fama di genio grazie agli incredibili oggetti che riuscì a creare.
Un giorno, volendo superare sé stesso, Urahara creò il potentissimo Hōgyoku, un oggetto che forse, come afferma Sōsuke Aizen, perfino lui non riuscì a comprendere del tutto. Preoccupato dal potere anomalo dell'artefatto, Urahara pensò anche di distruggerlo, ma non riuscì a trovare il modo di riuscire in questo intento. Durante quel periodo, a causa degli intrighi orditi da Aizen, allora luogotenente della Quinta Divisione, e dai suoi sottoposti, Urahara venne ingiustamente processato per aver "hollowificato" Hiyori e altri Shinigami di alto rango (di lì in poi conosciuti come Vizard), mentre in realtà voleva salvare loro la vita usando l'Hōgyoku per invertire un processo di trasformazione in Hollow messo in atto dallo stesso Aizen: venne quindi esiliato dalla Soul Society e, per impedirgli di ritornare, venne eretta una speciale barriera a lui impenetrabile. Nella fuga venne aiutato dall'amica Yoruichi, che gli chiese di prepararsi al peggior scenario possibile: Urahara prevederà così l'invasione di Karakura ad opera di Aizen con circa cento anni di anticipo. Fuggì quindi nel mondo terreno con Tessai Tsukabishi e i futuri Vizard utilizzando dei Gigai speciali che nascondessero la loro forza spirituale, in modo da non essere individuati dalla Soul Society e poter trovare il modo di stabilizzare il processo di hollowificazione permanentemente, cosa in cui avrà successo.
All'inizio della storia Urahara si presenta come lo scanzonato direttore del suo emporio, in cui vende oggetti da lui stesso creati agli Shinigami di passaggio in compagnia dei suoi sottoposti; poco prima dell'arrivo di Byakuya e Renji e del conseguente rapimento di Rukia, ritrova la sua vecchia amica Yoruichi, che era andata a trovarlo nella sua forma di gatto. Deciso ad aiutare Ichigo a recuperare l'amica, attraverso tre prove riuscirà a fargli riottenere i suoi poteri da Shinigami dopo essere stato quasi ucciso dal capitano della Sesta Divisione; presterà inoltre l'enorme caverna che si trovo sotto al suo emporio a Renji e Yasutora Sado, che si alleneranno anch'essi sotto la sua supervisione.
Grazie ai suoi allenamenti Ichigo diverrà un guerriero indomito e risoluto; sentendosi inoltre responsabile delle sventure portate dal folle desiderio di Aizen di mettere le mani sull'Hogyoku, celato nell'anima di Rukia, chiede scusa al suo allievo alla prima occasione.
Con l'aiuto di Yoruichi, Urahara salva Ichigo da morte certa intervenendo contro i due Espada Yammy Rialgo, di cui blocca un poderoso pugno, e Ulquiorra, che attacca senza successo con la sua Benihime. Dopo l'attacco di Grimmjow inciterà Orihime a non presentarsi sul campo di battaglia per via della perdita dei suoi poteri offensivi adducendo come giustificazione la momentanea distruzione di Tsubaki; in realtà il suo intento è quello di tenere la ragazza lontano dai combattimenti per via dei suoi poteri curativi, che potrebbero interessare Aizen. Durante il terzo attacco degli Arrancar viene colto di sorpresa dal nuovo alleato di Aizen, Wonderweiss Margela, ma resiste comunque agli attacchi e risponde; si ritrova quindi costretto ad affrontare di nuovo Yammy e lo mette facilmente in crisi, ma lo scontro non termina neanche questa volta poiché gli Arrancar torneranno nell'Hueco Mundo per ordine di Ulquiorra.
Quando Orihime viene rapita dal Quarto Espada, Urahara aiuta Ichigo e i suoi amici a recarsi nell'Hueco Mundo aprendo il Garganta; quando il suo allievo gli chiede se è davvero sicuro di andare contro le leggi della Soul Society, Urahara gli risponde che è proprio perché ha sempre contravvenuto a tali precetti che è stato bandito sulla Terra. In questa occasione rivela di aver allontanato Orihime dal campo di battaglia per non sottoporre i suoi poteri all'attenzione di Aizen ma di aver agito troppo tardi; in seguito apre di nuovo il Garganta per permettere ai capitani Retsu Unohana, Byakuya Kuchiki, Kenpachi Zaraki e Mayuri Kurotsuchi di andare ad aiutare Kurosaki e gli altri. Prima che Aizen arrivi nel mondo reale, Urahara sostituisce la vera Karakura con una copia creata dalla Soul Society su ordine di Yamamoto per far sì che gli Shinigami del livello di capitano potessero combattere senza trattenersi: a tale scopo piazza quattro pilastri ai limiti della città che verranno difesi da altrettanti membri del Gotei 13. Tali pilastri creano una barriera tra la falsa Karakura (costruita dal dipartimento di ricerca e sviluppo di Mayuri) e il resto del mondo terreno e favoriscono lo scambio di posto tra la falsa Karakura e quella vera dislocata nella Soul Society.
Entra in scena per la prima volta durante lo scontro fra Isshin e Aizen, colpendo alle spalle quest'ultimo; notando lo strano aspetto del capitano traditore e accorgendosi della sua fusione con l'Hogyoku, parte all'attacco assieme al vecchio capitano della Decima Divisione: utilizza quindi quattro Kido immobilizzando Aizen e colpendolo con attacchi micidiali e, infine, gli applica un sigillo grazie al quale tutto il suo potere viene accumulato in maniera eccessiva provocandone l'implosione. Come da lui stesso previsto Aizen ne esce illeso e torna all'attacco iniziando uno scontro con lui, Isshin e Yoruichi per la quale, in vista della battaglia, ha creato appositamente delle protezioni dure come lo Hierro degli Espada. Aizen, tuttavia, si rivela più forte del previsto e riesce a distruggere due delle quattro protezioni; Urahara scaglia quindi contro Aizen due attacchi del suo Shikai e un Hado, prontamente assistito dagli interventi di Yoruichi e Isshin, ma nonostante ciò Aizen raggiunge la massima potenza fondendosi definitivamente con la gemma e riesce a sconfiggere i tre avversari con facilità. Sarà tuttavia lui a terminare definitivamente la battaglia sigillando Aizen dopo che il Mugetsu di Ichigo farà sì che l'Hogyoku non lo riconosca più come padrone.
Riappare dopo diciassette mesi mentre dona a Karin Kurosaki un repellente contro gli spiriti; in seguito ottiene il permesso da Yamamoto di usare il reiatsu degli shinigami per ripristinare quello di Ichigo.
Durante la saga della Guerra dei mille anni offre il proprio aiuto per fermare i Quincy e, dopo aver condotto Ichigo e compagni nel territorio del Vandenreich, aiuta Yoruichi e suo fratello Yushiro nello scontro con lo Stern Ritter Askin Nakk Le Vaar sfoderando per la prima volta il suo Bankai; dopo un violento scontro con la Schutzstaffel riesce a cogliere l'avversario di sorpresa, grazie ad una strategia messa in atto con Grimmjow, trapassandolo e privandolo del cuore: quando tuttavia la battaglia sembra volgere a loro favore con la dipartita di Askin, il potere della Gift Ball Deluxe si amplifica per effetto della morte del suo proprietario facendo collassare Kisuke al suolo. Anche questa eventualità era stata però prevista dallo shinigami, che aveva già creato un'apertura nella Gift Ball per permettere a Nel di entrare e portarli in salvo.

## Emporio Urahara

### Oggetti
Ecco una lista degli oggetti che si trovano al suo emporio:
- Ricariche per il Kikanshinki, il sostitutore dei ricordi.
- Tavolette di Somafixer per fissare l'anima al corpo.
- Soul candy (una volta chiamate Gikongan), anime sostitutive in pillole. Grazie ad una di queste (difettosa) compare Kon.

### Impiegati
Ecco una lista e una breve descrizione dei suoi aiutanti:

#### Jinta Hanakari
Jinta è il ragazzo che lavora all'emporio. Sempre armato di una mazza da baseball ha i capelli rossi, un carattere molto nervoso e maltratta spessissimo la povera Ururu. Nel tempo libero si allena pensando di giocare in campo. Il suo attacco, chiamato "Jinta Home Run", con cui colpisce l'avversario con la sua mazza, è abbastanza forte da uccidere un Hollow. Lo riutilizza poi contro un Arrancar per difendere Ururu, ma senza successo e perciò fugge via. Dopo diciassette mesi è più alto e formato nel fisico; i capelli, inoltre, sono più lunghi e tirati all'indietro.

#### Ururu Tsumugiya
Ururu è la timida ragazzina con i capelli lunghi e le treccine che si lascia sempre maltrattare da Jinta. Con lei Ichigo effettuerà il suo primo allenamento: a dispetto delle apparenze, infatti, è molto forte, tanto che proprio durante questo allenamento i suoi colleghi l'hanno dovuta bloccare altrimenti avrebbe ucciso il protagonista a causa dell'"addestramento anti-Shinigami avanzato" cui Urahara l'ha sottoposta.
Quando si reca in battaglia porta con sé una gigantesca arma, probabilmente costruita da Urahara, che spara all'impazzata. Nella saga degli Arrancar salva Renji combattendo nella "modalità genocidio" contro Yylfordt Grantz, ma viene colpita quasi a morte dalla Zanpakuto dell'Arrancar. Dopo diciassette mesi è più alta e dai capelli più lunghi.

#### Tessai Tsukabishi
Il più anziano del terzetto. È un uomo dall'aspetto serio caratterizzato da codino, pochi capelli, occhiali e due grandi baffi. È molto abile nell'uso del Kidō e anche fisicamente, tanto che riesce ad uccidere un Hollow a mani nude. Cent'anni prima della storia era il Capitano dei Corpi del Kidō e venne esiliato sulla Terra per aver usato delle tecniche proibite (fermare il tempo e teletrasporto) per aiutare Kisuke a trasportare i corpi dei Vizard nel suo laboratorio ed impedirne la completa trasformazione in Hollow causata da Aizen.

## Invenzioni
Fondatore dell'istituto di ricerca, Urahara ha creato innumerevoli oggetti. Questi i più importanti:
- Hōgyoku  (崩玉? "Gemma della distruzione"): Piccola sfera d'energia inizialmente ritenuta capace di conferire ad uno Shinigami poteri da Hollow e viceversa, il suo vero potere consiste in realtà nell'esaudire i desideri più profondi delle persone con cui viene a contatto[7]; sembra tuttavia che col passare del tempo, come rivelato da Aizen, la sfera si indebolisca. Lo stesso Aizen ne aveva creata una ancor prima di Urahara, anch'essa imperfetta e dopo aver capito che anche quella di Urahara fosse incompleta, intuì che il solo modo per completare l'Hogyoku fosse dare quello di Urahara in pasto al proprio.
- Sepoltura dell'anima: Metodo grazie al quale si può "seppellire" qualsiasi materiale all'interno dell'anima di un corpo. Urahara ha anche creato la tecnologia per rimuoverlo senza provocare danni al portatore[8].
- Mantello nascondi-Reiatsu: Grazie a questo speciale mantello Urahara è stato capace di nascondere la sua energia spirituale, sgattaiolando indisturbato fuori dalla Seireitei per controllare Aizen.[9] Aizen stesso utilizzerà la medesima invenzione anni dopo per sorvegliare il combattimento tra Isshin e il suo Hollow sperimentale White.
- Tenshintai (転神体? "Corpo divino di trasferimento"): Oggetto sviluppato da Urahara originariamente per allenarsi in tempi brevissimi per il raggiungimento del Bankai. Si tratta di una bambola con forme vagamente umane che, se infilzata, materializza lo spirito di una Zanpakuto; dopo circa tre giorni lo spirito svanisce, ritornando alla sua forma naturale. Anche se anticipa di dieci anni il raggiungimento del Bankai, è un metodo pericoloso che non lascia l'utente illeso. Gli unici che sono riusciti a raggiungere il Bankai in questo modo sono Urahara stesso e Ichigo.
- Tenkai Kecchu (転界結柱?): Dispositivo che crea un'enorme quantità di energia spirituale vincolata da quattro punti collegati. Quando viene attivato, consente di scambiare una vasta porzione di territorio e di trasferirla nella Soul Society.
- Gigai portatile: Visto per la prima volta nel secondo scontro con Yammy, è uno speciale gigai gonfiabile utile come esca durante un combattimento.
- Orologio per la trasformazione di Karakuraizer: Oggetto che permette la trasformazione di Kon nel supereroe preferito di Karakura; il design è stato curato da Uryū Ishida. Urahara ha inoltre apportato alcune modifiche come la scarica elettrica che si attiva ogni qual volta Karakuraizer non rispetta gli ordini.

## Zanpakutō
La Zanpakutō di Urahara si chiama Benihime (紅姫? "Principessa Scarlatta"): nella forma sigillata si presenta come un comune bastone da passeggio, mentre il comando per attivare lo Shikai è "Svegliati" (起きろ?, okiro).
Benihime è una Zanpakuto di tipo Kido e ha il potere di rilasciare un'energia rossa scarlatta che può essere usata per vari scopi:
- Al comando Piangi (鳴け?, nake), cui segue l'abilità Chikasumi no Tate (血霞の盾? "Scudo della Nebbia di Sangue"), l'energia prende la forma di uno scudo grazie al quale Urahara può ripararsi da qualunque attacco nemico, persino quelli degli Espada.
- Al comando Canta (啼け?, nake), Benihime scaglia dei colpi energetici estremamente potenti di color cremisi in grado di respingere persino il Cero di un Espada.
- Al comando Rasoio (剃刀?, kamisori), Benihime spara un arco di energia in grado di tagliare qualunque cosa con relativa facilità e che può anche cambiare direzione in modo da non lasciare scampo al bersaglio.
- Al comando Rifiuta (突ッ撥?, tsuppane), dopo aver analizzato la Reishi che compone una tecnica e i movimenti del soggetto quando la esegue, disegnando un cerchio di energia con il bordo di Benihime al momento giusto Urahara può annullare l'attacco del nemico al momento del contatto.
- Al comando Intrappola (縛り紅姫?, shibari), Benihime riesce ad intrappolare l'avversario tramite una rete.
- Al comando Gioca col fuoco (火遊?, hiasobi), a cui segue l'attacco Juzutsunagi (数珠繋? "Rete in Rilievo"), Benihime crea sulla rete una serie di bombe pronte ad esplodere.
- Al comando Falli a pezzi (切り裂き?, kirisaki), Benihime spara una serie di aculei rossi dall'incredibile potere distruttivo; la tecnica è apparsa solo nel terzo film Bleach: Fade to Black.

Il suo Bankai si chiama Kannon Biraki Benihime Aratame (観音開紅姫改メ, Kannon Biraki Benihime Aratame "Inquisizione della Principessa Cremisi delle Porte di Avalokitesvara"): alle spalle di Urahara si materializza la personificazione di Benihime e il suo potere principale consiste nel poter ricostruire e modificare tutto ciò con cui entra in contatto, sia per scopi offensivi che di guarigione. Urahara stesso afferma che il suo Bankai non è adatto per l'addestramento.

## Poteri e abilità
Urahara ha più volte dimostrato di essere, a dispetto del suo comportamento, un guerriero straordinario: come confermato dallo stesso autore, infatti, è tra i personaggi più forti dell'intero manga, con un potere paragonabile a quello di Aizen e Yamamoto. Ciò che lo rende un combattente estremamente temibile, però, è la sua intelligenza. Lo stesso Aizen ammette che Urahara sia l'unico nella Soul Society ad avere un intelletto superiore al suo, tanto da riconoscere che non potrebbe affrontarlo senza usare estrema cautela, e proprio per questo, al termine del suo scontro con Ichigo, si infuria con lui perché non capisce come una mente tanto acuta possa piegarsi alle logiche della Soul Society anziché lottare per cambiarle. Le sue grandi doti di adattamento e analisi del nemico gli hanno valso l'essere annoverato da Yhwach stesso tra le cinque minacce speciali durante la guerra contro i Quincy. Askin, uno della guardia reale di Yhwach, afferma che Urahara sia ritenuto tanto pericoloso perché non importa quanto i loro piani siano ben studiati nei minimi dettagli, lui sarebbe stato comunque capace di intralciarli. Come afferma lui stesso combattendo il quincy, quando scende in campo Urahara pensa a qualsiasi possibile scenario e possibilità possano verificarsi, anche centinaia di risultati diversi, e si prepara per uscirne vincente in pochi minuti indipendentemente da quale situazione si verifichi.
Le sue capacità fisiche e nel combattimento corpo a corpo sono tali da essere stato nominato capo della Tana del verme, una prigione in cui sono bandite le Zanpakutō, e da risultare secondo solo a Yoruichi nell'uso dello Shunpo; è molto esperto anche nel Kido, tanto da aver dimostrato di poter utilizzare anche i più devastanti incantesimi come il n. 91 senza difficoltà: riesce addirittura ad eseguire incantesimi fino al n. 79 senza pronunciarne la formula senza diminuirne minimamente la potenza e a nascondere un incantesimo dentro un altro senza che nemmeno un nemico fenomenale come Aizen se ne accorga.
È inoltre in grado di sigillare i punti di fuga della reiatsu presenti sui polsi di ogni Shinigami con un semplice tocco, facendo sì che se l'avversario ne è dotato di una quantità particolarmente elevata essa non trovi alcuna via di sfogo e finisca col far esplodere dall'interno il nemico, mentre grazie alla sua intelligenza è capace di analizzare l'energia dell'avversario anche dopo un solo colpo; ha inoltre dimostrato di saper aprire passaggi segreti tra i mondi ed eludere barriere di ogni genere (tranne quella che lo bandisce sulla Terra per sempre).
Altra prova del suo grande talento è il raggiungimento del Bankai in soli tre giorni scontrandosi con lo spirito della sua Zanpakutō: questo primato verrà successivamente eguagliato da Ichigo, allenato nelle basi del combattimento proprio da Urahara.

## Origine del personaggio
Il personaggio di Urahara è ispirato a Snukfin (il nome italiano è Tabacco), presente nei "Racconti della valle dei Mumin", della scrittrice finlandese Tove Jansson.